# Das Goldene Kalb (Tony Hillerman)
Das Goldene Kalb ist der 15. Kriminalroman in einer Serie von Tony Hillerman. Unter dem Titel The Wailing Wind erschien er 2002 in englischer Sprache, deutschsprachig 2002 im Rowohlt Verlag.

## Hintergrund
Das Goldene Kalb ist ein Roman von Tony Hillerman aus seiner Serie von Ethno-Krimis, in deren Mittelpunkt zunächst die beiden Ermittler Joe Leaphorn und Jim Chee standen und in der zunehmend auch die Polizistin Bernadette Manuelito eine tragende Rolle spielt. Die drei sind gleich wichtige Ermittler-Figuren in dem Roman.
Kontext ist die Navajo Tribal Police (Polizei der Navajo Nation Reservation), das soziale Ambiente in der Reservation und ihrer Umgebung, die indianische Kultur und deren Spannungen gegenüber der „weißen“ Mehrheits-Zivilisation. Die Reservation liegt im dünn besiedelten Nordosten des US-Bundesstaats New Mexico.

## Personen

### Polizei und Ermittler
- Officer (Beamter) Jim Chee (Kriegername: „Der, der weit voraus denkt“ oder „Tiefer Denker“), ein Angehöriger der Navajo (auch: Dinee, „Volk“). Chee ist tief in der Navajo-Kultur verwurzelt. Er hatte die Absicht, Hataalii[Anm. 1] zu werden, einer, der rituelle Gesänge beherrscht, die eingesetzt werden, wenn ein Mensch mit sich und seiner Umwelt nicht mehr im Einklang lebt und deshalb erkrankt. Nach dem Tod seines Mentors, Frank Sam Nakai, dem ältesten Bruder der Mutter von Chee, verfolgt er aber dieses Ziel nicht weiter. Er arbeitet als Sergeant in der Dienststelle in Shiprock. Seine Untergebene, in die er sich im Laufe der Handlung nun endgültig verliebt, ist
- Bernadette Manuelito („Bernie“). Deren geheimer „Kriegsname“ lautet Mädchen, Das Lacht.[3] Sie ist in Chee verliebt. Beide haben aber erhebliche Schwierigkeiten, das dem anderen zu gestehen.
- Joe Leaphorn war Lieutenant (Leutnant) der Navajo Tribal Police und ist seit einiger Zeit pensioniert. Er ist ebenfalls Angehöriger der Navajo und war früher Vorgesetzter von Chee. Nach dem Tod seiner Frau einige Jahre zuvor und seiner Pensionierung ist er einsam und widmet sich aus Langeweile Ermittlungen. Er wohnt in Windows Rock und ist mit der Ethnologin Louisa Bourebonette befreundet.
- Bart Hegarty war Sheriff im McKinley County, kam aber schon vor Jahren bei einem Autounfall ums Leben.

### Die anderen
- Louisa Bourebonette ist Ethnologie-Professorin an der Northern Arizona University. Sie sammelt indianische Überlieferungen und wohnt während ihrer Forschungen bei Joe Leaphorn.
- Thomas Doherty, Neffe von Sheriff Bart Hegarty, wird von Bernadette Manuelito an einsamer Stelle tot in seinem Wagen aufgefunden. Er interessierte sich für die „verschollene“ Goldmine „The Golden Calv“[Anm. 2].
- Wiley Denton, reicher Öl-Unternehmer, interessiert sich ebenfalls schon seit langer Zeit für diese Goldmine. Seine Frau
- Linda wird vermisst, und zwar genau seit dem Tag, als er – wie ein Gericht feststellte –
- Marvin McKay in exzessiver Notwehr erschoss. McKay hatte intensiv um die alte Mine „The Golden Calv“ recherchiert.
- Hostiin[Anm. 3] Peshlakai ist ein Schamane, der sich ungewöhnlich verhält.

## Handlung

### Kontext
Für das Gebiet der Reservation gibt es eine Reihe von Erzählungen um alte Goldminen, die im 19. Jahrhundert entdeckt, aber dann in Vergessenheit geraten sind. Sie zu finden, wird immer wieder versucht. Für traditionell orientierte Navajos ist die Zerstörung, die mit modernem Goldbergbau einhergeht, unvereinbar mit dem Respekt vor der überkommenen Landschaft.

### Der Kriminalfall
Bernadette Manuelito findet die Leiche von Thomas Doherty in seinem Wagen. Wie sich bald herausstellt, recherchierte er nach dem Ort, an dem sich die sagenhafte, verschollene Goldmine „The Golden Calv“ befand. Das erinnert Joe Leaphorn an einen alten Fall, in dem es um die gleiche Goldmine ging und deren vermeintlicher Entdecker, Marvin McKay, von dem Öl-Millionär Wiley Denton in einem Akt ausufernder Notwehr erschossen wurde. Weniger die genauen Umstände dieser Tat – über die bereits gerichtlich geurteilt und für die Wiley Denton zu einer Gefängnisstrafe verurteilt wurde –, als die Tatsache, dass seit eben diesem Tag die Frau von Wiley Denton, Linda, spurlos verschwunden ist, lassen den Fall für Leaphorn interessant erscheinen. Zugleich will ihn Wiley Denton damit beauftragen, noch mal nach dem Verbleib seiner Frau zu forschen. So befasst sich ein erheblicher Teil des Romans mit der Aufklärung dieses „Altfalls“. Die Umstände des Todes von Thomas Doherty werden aber schließlich auch geklärt.

### Nebenhandlungen
Im Laufe der Handlung wird Jim Chee zunehmend klar, dass er in Bernadette Manuelito verliebt ist – umgekehrt ist das schon lange der Fall.
Louisa Bourebonette wohnt inzwischen regelmäßig bei Joe. Er bezieht sie in seine Ermittlungen ein, bespricht sie mit ihr, wie er das früher mit seiner Frau, Emma, getan hat und Louisa Bourebonette stellt auch eigene Ermittlungen an.

## Ausgaben
- The Wailing Wind. HarperCollins, New York 2002. ISBN 0-06-019444-8 (Erstausgabe)
- Das Goldene Kalb. Rowohlt Verlag, Reinbek bei Hamburg 2003. ISBN 3-499-23355-X.